# Meanguera (El Salvador)
Meanguera es un distrito del municipio de Morazán Norte del Departamento de Morazán, en El Salvador.
El distrito está ubicado a 191 kilómetros de San Salvador y a 24 kilómetros de la cabecera departamental San Francisco Gotera. Por decreto Legislativo se le otorgó el título de villa en 1998.
Según el censo de Población y Vivienda en 2024 tenía una población de 6.720 habitantes. El municipio es uno de los municipios declarados libre de analfabetismo por el gobierno nacional en el año de 2012.
Cuatro cantones forman parte de la división política del municipio: 
1. Cerro Pando
2. Guacamaya
3. La Joya
4. Soledad
Además cuenta con 27 caseríos. Meanguera tiene una extensión territorial de 47.25 kilómetros cuadrados. Se encuentra a 376 metros sobre el nivel del mar.

## Orígenes, historia y toponimia
El pueblo fue fundado el 7 de marzo de 1640. En el municipio se observa mayormente población de orígenes mestizos y caucásicos. 
Meanguera significa en Lenca salvadoreño: «Ciudad de los Chalchihuites», compuesta por los vocablos mean, mian (jadeíta que es una piedra preciosa conocida también como chalchihuite), guera (ciudad, lugar o poblado). El pueblo de Allende El Torola, denominado de Meanguera, es anterior a la conquista castellana, pues ya existía como tal cuando los rubios invasores irrumpieron en el territorio actualmente llamado salvadoreño. Sin embargo, los autores nacionales asignan un origen más reciente a esta población. Don Guillermo Dawson dice: Se cree que sus pobladores proceden en su mayor parte de la isla del mismo nombre, en el golfo de Fonseca, que tuvieron que abandonar, durante el siglo pasado (siglo XVIII), debido a las irrupciones y molestias que sufrían de los piratas ingleses. El doctor Santiago Ignacio Barberena dice lo que sigue: Santa Catarina de Meanguera está situada en la margen derecha del río Torola y a 24 kilómetros de San Francisco (Gotera). La base de su población procede de la Isla de Meanguera del Golfo de Fonseca, de la cual emigraron aterrorizados por las continuas depredaciones de los piratas ingleses, que infestaban las costas americanas en ambos Océanos. Los emigrantes se fijaron primero en el lugar que ocupa Joateca, de donde fueron trasladados al paraje que hoy ocupan al de Mirañe, de orden superior, hacia 1680, para que pusieran canoas en el Torola y estuviese en corriente el comercio de las provincias de San Miguel y de Gracias. Como se puede notar fácilmente, lo que supuso Dawson, se cree" dice este autor, figura como un hecho histórico incuestionable en la relación de Barberena y en la de los subsiguientes historiadores y geógrafos. La verdad es que Meanguera, en 1550, figuraba como un pueblo tributario en jurisdicción de la villa de San Miguel, con 100 familias que pagaban tributo a sus majestades, lo que arroja en su favor una población de unos 500 habitantes.
De la versión Dawson-Barberena, lo único que puede admitirse, aunque con reservas, es que el primitivo Meanguera ocupó el paraje donde hoy se encuentra el pueblo de Joateca, que de allí se trasladó en 1680 al de Mirañe y posteriormente al que hoy ocupa. Meanguera es nombre de origen Lenca y en el idioma Lenca salvadoreño hablado por estos aborígenes significa «La Ciudad de las Jadeítas», ya que proviene de ‘Mean’, ‘Mian’, «Jadeíta», «Chalchihuite» y ‘guera’, «Ciudad». En 1740 Santa Catarina de Meanguera tenía 21 indios tributarios, o sea alrededor de 105 habitantes, según el alcalde mayor de San Salvador don Manuel de Gálvez Corral. En los autos de visita de monseñor Pedro Cortés y Larraz y como pueblo anejo del curato de Osicala, figura en 1770 con una población de 100 almas distribuidas en 19 familias. En 1786 ingresó en el partido de Gotera. En 1807, según el corregidor intendente don Antonio Gutiérrez y Ulloa, este pueblo tenía 294 habitantes repartidos así: 114 indios y 174 ladinos. Por ese tiempo, según el mismo autor, se pasaba el río Torola por Meanguera en Canoa, sujeta por ambos lados con la especie de puente que forma por cuerdas de vejucos y establecida a expensas de los indios. Al crearse el distrito administrativo de Osicala, por Ley de 17 de marzo de 1836, 'el pueblo de Meanguera se le incorporó, segregándose del partido de Gotera. Por Decreto Legislativo de 19 de febrero de 1883 este pueblo se incorporó en el distrito de El Rosario, creado en tal fecha. Fue municipio del departamento de San Miguel de 1824 (12 de junio) a 1875 (14 de julio). A partir de esta fecha ha sido pueblo del departamento de Morazán (antes de Gotera). Parte de su territorio municipal se le desmembró cuando se fundó el pueblo de Joateca, el 11 de marzo de 1890. En este año, la población de Meanguera ascendía a 1,850 individuos. Forma parte del distrito de Jocoaitique desde el 9 de marzo de 1896.